# Giro d’Italia 2024/7. Etappe
Die 7. Etappe des Giro d’Italia 2024 fand am 10. Mai 2024 statt. Sie war das erste Einzelzeitfahren der 107. Austragung des italienischen Etappenrennens. Die Strecke führte von Foligno über 40,6 Kilometer nach Perugia, wo sich das Ziel am Ende einer kurzen Steigung befand. Nach der Etappe hatten die Fahrer insgesamt 1055,6 Kilometer zurückgelegt, was 31,82 % der Gesamtdistanz entspricht. Die Organisatoren der Rundfahrt bewerteten die Schwierigkeit der Etappe mit vier von fünf Sternen.
Den Etappensieg sicherte sich der gesamtführende Tadej Pogačar (UAE Team Emirates), der sich vor Filippo Ganna und Magnus Sheffield (beide Ineos Grenadiers) durchsetzte. Der Slowene baute zugleich seinen Vorsprung in der Gesamtwertung weiter aus.

## Streckenverlauf
Der Start erfolgte in Foligno auf Via Fratelli Bandiera. Nach wenigen Metern wurde der Topino überquert und die Fahrer verließen den Startort über die Viale XVI Giugno und Viale Firenze in Richtung Norden. Über Spello ging es nun flach nach Santa Maria degli Angeli, wo bei Kilometer 18,6 die erste Zeitnahme erfolgte. Im Anschluss ging es weiter nach Bastia Umbra und Ponte San Giovanni, ehe in Ponte Valleceppi die zweite Zwischenzeit genommen wurde. Nachdem diese bei Kilometer 34 durchfahren worden war, begann die Straße zu steigen und führte für auf den anschließenden 1300 Metern im Schnitt mit 11 % nach Casaglia. Nun flachte die Straße rund fünf Kilometer vor dem Ziel etwas ab, führte jedoch bei den geringen Steigungsprozenten der Via Enrico dal Pozzo zum Zentrum von Perugia. Auf den letzten Metern wurden die engen Gassen der Via XIV Settembre, Corso Cavour und Viale Indipendenza befahren, ehe die Rocca Paolina über die Viale Indipendenza erreicht wurde. Beim Piazza Italia bogen die Fahrer zunächst links und kurz drauf rechts ab und gelangten so zum Ziel, das sich auf der Corso Pietro Vannucci unweit des Piazza della Repubblica befand.
|                            | Ort                      | Kilometer | Länge (km) | Höhe (m) | Ø Steigung | max. Steigung |
| -------------------------- | ------------------------ | --------- | ---------- | -------- | ---------- | ------------- |
| Start                      | Foligno                  | 0         |            |          |            |               |
| Zwischenzeit 1             | Santa Maria degli Angeli | 18,6      |            |          |            |               |
| Zwischenzeit 2             | Ponte Valleceppi         | 34        |            |          |            |               |
| Bergwertung (4. Kategorie) | Perugia                  | 40,6      | 6,6        | 475      | 4,1 %      | 16 %          |
| Ziel                       | Perugia                  | 40,6      |            |          |            |               |

## Rennverlauf
Als erster Fahrer ging der Niederländer Julius van den Berg (dsm-firmenich PostNL) ins Rennen. Er wurde jedoch von dem als Zweiter gestarteten Ryan Mullen (Bora-hansgrohe) eingeholt, der mit 55 Minuten und 52 Sekunden die erste Richtzeit setzte. Die Zeit des Iren wurde im Anschluss von Josef Černý (Soudal Quick-Step), Daan Hoole (Lidl-Trek), Lorenzo Milesi (Movistar) und Mikkel Bjerg (UAE Team Emirates) unterboten, die alle jeweils eine neue Bestzeit fuhren. Zwischenzeitlich war auch der zweifache Zeitfahrweltmeister Filippo Ganna (Ineos Grenadiers) ins Rennen gegangen, der bei den beiden ersten Zwischenzeiten als schnellster Fahrer aufschien. Im Ziel setzt er sich mit einem Vorsprung von 38 Sekunden vor Mikkel Bjerg durch und markierte mit 52 Minuten und einer Sekunde eine neue Bestzeit.
Thymen Arensman (Ineos Grenadiers) und Antonio Tiberi (Bahrain Victorious) erreichten das Ziel als Dritter bzw. Fünfter. Beide absolvierten dabei die letzten 6,6 ansteigenden Kilometer schneller als der weiterhin führende Filippo Ganna. Cian Uijtdebroeks (Visma-Lease a Bike), der Führende in der Nachwuchswertung, wies als 17. im Ziel einen Rückstand von mehr als zweieinhalb Minuten auf. Daniel Felipe Martínez (Bora-hansgrohe) und Geraint Thomas (Ineos Grenadiers) lagen bei den ersten beiden Zwischenzeiten deutlich hinter Filippo Ganna zurück. Der Kolumbianer absolvierte den Schlussanstieg jedoch in einer neuen Bestzeit und wies schlussendlich einen Rückstand von einer Minute und 32 Sekunden auf, während Geraint Thomas im letzten Abschnitt etwas mehr Zeit einbüßte und mit einem Rückstand von einer Minute und 43 Sekunden den vorläufig neunten Platz belegte. Der gesamtführende Tadej Pogačar (UAE Team Emirates) lag bei den ersten beiden Zwischenzeiten ebenfalls hinter Filippo Ganna und wies dabei Rückstände von 44 bzw. 47 Sekunden auf. Die letzten 6,6 Kilometern absolvierte er jedoch um 32 Sekunden schneller als Daniel Felipe Martínez und eine Minute und vier Sekunden schneller als Filippo Ganna und stellte somit eine neue Bestzeit auf. Er gewann die Etappe in einer Zeit von 51 Minuten und 44 Sekunden, was einer durchschnittlichen Geschwindigkeit von 47 km/h entspricht. Sein Vorsprung auf Filippo Ganna betrug 16 Sekunden.
Tadej Pogačar baute seinen Vorsprung in der Gesamtwertung weiter aus und lag nun zwei Minuten und 36 Sekunden vor Daniel Felipe Martínez, der sich auf den zweiten Gesamtrang schob. Dahinter folgte Geraint Thomas mit einem Rückstand von zwei Minuten und 46 Sekunden. Ben O’Connor (Decathlon AG2R La Mondiale) rückte auf den vierten Rang vor und lag nun 47 Sekunden hinter dem Podium. Lucas Plapp (Jayco AlUla), der das Zeitfahren als Siebter beendet, hatte übernahm als Gesamtfünfter das Weiße Trikot des Führenden in der Nachwuchswertung. Sein Rückstand auf Tadej Pogačar betrug jedoch bereits drei Minuten und 42 Sekunden. Antonio Tiberi und Thymen Arensmann verbesserten sich nach guten Leistungen auf die Plätze acht und elf. In der Punktewertung behielt Jonathan Milan (Lidl-Trek) die Führung, während Tadej Pogačar seinen Vorsprung in der Bergwertung aufgrund der drei Punkte etwas ausbaute. In der Mannschaftswertung bleiben die Ineos Grenadiers an der Spitze. Alle 165 Starter erreichten das Ziel im vorgegebenen Zeitlimit.

## Ergebnis
| \| Etappenergebnis \| Etappenergebnis \| Etappenergebnis \| Etappenergebnis \| Etappenergebnis \| \| Fahrer \| Fahrer \| Land \| Team \| Zeit \| \| --------------- \| ---------------------- \| ---------------------- \| ------------------ \| --------------- \| \| 1. \| Tadej Pogačar \| Slowenien \| UAE Team Emirates \| 51 min 45 s \| \| 2. \| Filippo Ganna \| Italien \| Ineos Grenadiers \| + 17 s \| \| 3. \| Magnus Sheffield \| Vereinigte Staaten \| Ineos Grenadiers \| + 49 s \| \| 4. \| Thymen Arensman \| Niederlande \| Ineos Grenadiers \| + 1 min 00 s \| \| 5. \| Maximilian Schachmann \| Deutschland \| Bora-Hansgrohe \| + 1 min 05 s \| \| 6. \| Antonio Tiberi \| Italien \| Bahrain Victorious \| + 1 min 21 s \| \| 7. \| Lucas Plapp \| Australien \| Team Jayco AlUla \| + 1 min 45 s \| \| 8. \| Daniel Felipe Martínez \| Kolumbien \| Bora-Hansgrohe \| + 1 min 49 s \| \| 9. \| Mikkel Bjerg \| Dänemark \| UAE Team Emirates \| + 1 min 56 s \| \| 10. \| Geraint Thomas \| Vereinigtes Königreich \| Ineos Grenadiers \| + 2 min 00 s \| |                        |                        |                    |              |
| |                        |                        |                    |              |
| Quellen: ProCyclingStats Cycling Quotient |                        |                        |                    |              |
| Etappenergebnis |                        |                        |                    |              |
| Fahrer | Fahrer                 | Land                   | Team               | Zeit         |
| 1. | Tadej Pogačar          | Slowenien              | UAE Team Emirates  | 51 min 45 s  |
| 2. | Filippo Ganna          | Italien                | Ineos Grenadiers   | + 17 s       |
| 3. | Magnus Sheffield       | Vereinigte Staaten     | Ineos Grenadiers   | + 49 s       |
| 4. | Thymen Arensman        | Niederlande            | Ineos Grenadiers   | + 1 min 00 s |
| 5. | Maximilian Schachmann  | Deutschland            | Bora-Hansgrohe     | + 1 min 05 s |
| 6. | Antonio Tiberi         | Italien                | Bahrain Victorious | + 1 min 21 s |
| 7. | Lucas Plapp            | Australien             | Team Jayco AlUla   | + 1 min 45 s |
| 8. | Daniel Felipe Martínez | Kolumbien              | Bora-Hansgrohe     | + 1 min 49 s |
| 9. | Mikkel Bjerg           | Dänemark               | UAE Team Emirates  | + 1 min 56 s |
| 10. | Geraint Thomas         | Vereinigtes Königreich | Ineos Grenadiers   | + 2 min 00 s |

## Gesamtstände
| \| Gesamtwertung \| Gesamtwertung \| Gesamtwertung \| Gesamtwertung \| Gesamtwertung \| \| Fahrer \| Fahrer \| Land \| Team \| Zeit \| \| ------------- \| ---------------------- \| ---------------------- \| -------------------------- \| ---------------- \| \| 1. \| Tadej Pogačar \| Slowenien \| UAE Team Emirates \| 24 h 12 min 36 s \| \| 2. \| Daniel Felipe Martínez \| Kolumbien \| Bora-Hansgrohe \| + 2 min 36 s \| \| 3. \| Geraint Thomas \| Vereinigtes Königreich \| Ineos Grenadiers \| + 2 min 46 s \| \| 4. \| Ben O’Connor \| Australien \| Decathlon-AG2R La Mondiale \| + 3 min 33 s \| \| 5. \| Lucas Plapp \| Australien \| Team Jayco AlUla \| + 3 min 42 s \| \| 6. \| Alexei Luzenko \| Kasachstan \| Astana Qazaqstan Team \| + 3 min 49 s \| \| 7. \| Cian Uijtdebroeks \| Belgien \| Team Visma \\| Lease a Bike \| + 3 min 50 s \| \| 8. \| Antonio Tiberi \| Italien \| Bahrain Victorious \| + 4 min 11 s \| \| 9. \| Filippo Zana \| Italien \| Team Jayco AlUla \| + 4 min 41 s \| \| 10. \| Lorenzo Fortunato \| Italien \| Astana Qazaqstan Team \| + 4 min 44 s \| |                        |                        |                            |                  |
| |                        |                        |                            |                  |
| Quellen: ProCyclingStats Cycling Quotient |                        |                        |                            |                  |
| Gesamtwertung |                        |                        |                            |                  |
| Fahrer | Fahrer                 | Land                   | Team                       | Zeit             |
| 1. | Tadej Pogačar          | Slowenien              | UAE Team Emirates          | 24 h 12 min 36 s |
| 2. | Daniel Felipe Martínez | Kolumbien              | Bora-Hansgrohe             | + 2 min 36 s     |
| 3. | Geraint Thomas         | Vereinigtes Königreich | Ineos Grenadiers           | + 2 min 46 s     |
| 4. | Ben O’Connor           | Australien             | Decathlon-AG2R La Mondiale | + 3 min 33 s     |
| 5. | Lucas Plapp            | Australien             | Team Jayco AlUla           | + 3 min 42 s     |
| 6. | Alexei Luzenko         | Kasachstan             | Astana Qazaqstan Team      | + 3 min 49 s     |
| 7. | Cian Uijtdebroeks      | Belgien                | Team Visma \| Lease a Bike | + 3 min 50 s     |
| 8. | Antonio Tiberi         | Italien                | Bahrain Victorious         | + 4 min 11 s     |
| 9. | Filippo Zana           | Italien                | Team Jayco AlUla           | + 4 min 41 s     |
| 10. | Lorenzo Fortunato      | Italien                | Astana Qazaqstan Team      | + 4 min 44 s     |

| Punktewertung | Punktewertung    | Punktewertung | Punktewertung                 | Punktewertung |
| Fahrer        | Fahrer           | Land          | Team                          | Punkte        |
| ------------- | ---------------- | ------------- | ----------------------------- | ------------- |
| 1.            | Jonathan Milan   | Italien       | Lidl-Trek                     | 134 P.        |
| 2.            | Kaden Groves     | Australien    | Alpecin-Deceuninck            | 97 P.         |
| 3.            | Tim Merlier      | Belgien       | Soudal Quick-Step             | 89 P.         |
| 4.            | Olav Kooij       | Niederlande   | Team Visma \| Lease a Bike    | 61 P.         |
| 5.            | Benjamin Thomas  | Frankreich    | Cofidis                       | 56 P.         |
| 6.            | Filippo Fiorelli | Italien       | VF Group-Bardiani CSF-Faizanè | 54 P.         |
| 7.            | Andrea Pietrobon | Italien       | Team Polti Kometa             | 48 P.         |
| 8.            | Tadej Pogačar    | Slowenien     | UAE Team Emirates             | 42 P.         |
| 9.            | Michael Valgren  | Dänemark      | EF Education-EasyPost         | 40 P.         |
| 10.           | Phil Bauhaus     | Deutschland   | Bahrain Victorious            | 37 P.         |

| Bergwertung | Bergwertung             | Bergwertung            | Bergwertung                   | Bergwertung |
| Fahrer      | Fahrer                  | Land                   | Team                          | Punkte      |
| ----------- | ----------------------- | ---------------------- | ----------------------------- | ----------- |
| 1.          | Tadej Pogačar           | Slowenien              | UAE Team Emirates             | 54 P.       |
| 2.          | Lilian Calmejane        | Frankreich             | Intermarché-Wanty             | 32 P.       |
| 3.          | Daniel Felipe Martínez  | Kolumbien              | Bora-Hansgrohe                | 28 P.       |
| 4.          | Andrea Piccolo          | Italien                | EF Education-EasyPost         | 18 P.       |
| 5.          | Geraint Thomas          | Vereinigtes Königreich | Ineos Grenadiers              | 16 P.       |
| 6.          | Amanuel Ghebreigzabhier | Eritrea                | Lidl-Trek                     | 11 P.       |
| 7.          | Filippo Fiorelli        | Italien                | VF Group-Bardiani CSF-Faizanè | 10 P.       |
| 8.          | Simon Geschke           | Deutschland            | Cofidis                       | 9 P.        |
| 9.          | Lorenzo Fortunato       | Italien                | Astana Qazaqstan Team         | 9 P.        |
| 10.         | Giulio Pellizzari       | Italien                | VF Group-Bardiani CSF-Faizanè | 8 P.        |

| Nachwuchswertung | Nachwuchswertung  | Nachwuchswertung | Nachwuchswertung           | Nachwuchswertung |
| Fahrer           | Fahrer            | Land             | Team                       | Zeit             |
| ---------------- | ----------------- | ---------------- | -------------------------- | ---------------- |
| 1.               | Lucas Plapp       | Australien       | Team Jayco AlUla           | 24 h 16 min 18 s |
| 2.               | Cian Uijtdebroeks | Belgien          | Team Visma \| Lease a Bike | + 8 s            |
| 3.               | Antonio Tiberi    | Italien          | Bahrain Victorious         | + 29 s           |
| 4.               | Filippo Zana      | Italien          | Team Jayco AlUla           | + 59 s           |
| 5.               | Thymen Arensman   | Niederlande      | Ineos Grenadiers           | + 1 min 27 s     |
| 6.               | Georg Steinhauser | Deutschland      | EF Education-EasyPost      | + 2 min 14 s     |
| 7.               | Alex Baudin       | Frankreich       | Decathlon-AG2R La Mondiale | + 2 min 21 s     |
| 8.               | Mauri Vansevenant | Belgien          | Soudal Quick-Step          | + 2 min 49 s     |
| 9.               | Davide Piganzoli  | Italien          | Team Polti Kometa          | + 3 min 16 s     |
| 10.              | Giovanni Aleotti  | Italien          | Bora-Hansgrohe             | + 8 min 56 s     |

| Mannschaftswertung | Mannschaftswertung            | Mannschaftswertung           | Mannschaftswertung |
| Team               | Team                          | Land                         | Zeit               |
| ------------------ | ----------------------------- | ---------------------------- | ------------------ |
| 1.                 | Ineos Grenadiers              | Vereinigtes Königreich       | 72 h 44 min 56 s   |
| 2.                 | Decathlon-AG2R La Mondiale    | Frankreich                   | + 7 min 34 s       |
| 3.                 | Astana Qazaqstan Team         | Kasachstan                   | + 8 min 31 s       |
| 4.                 | Team Jayco AlUla              | Australien                   | + 10 min 32 s      |
| 5.                 | Soudal Quick-Step             | Belgien                      | + 15 min 12 s      |
| 6.                 | EF Education-EasyPost         | Vereinigte Staaten           | + 15 min 21 s      |
| 7.                 | VF Group-Bardiani CSF-Faizané | Italien                      | + 17 min 50 s      |
| 8.                 | Movistar Team                 | Spanien                      | + 18 min 26 s      |
| 9.                 | Bora-Hansgrohe                | Deutschland                  | + 19 min 56 s      |
| 10.                | UAE Team Emirates             | Vereinigte Arabische Emirate | + 22 min 56 s      |